# Miroobnowlency
Miroobnowlency – członkowie rosyjskiej partii „pokojowej odnowy”, założonej w 1906 przez Michała Stachowicza, Maksyma Kowalewskiego i Mikołaja Lwowa.
Partia ta połączyła się później z partią „umiarkowanych postępowców” (progresistów).

## Literatura
- Aleksander Michałowicz Romanow, Byłem wielkim księciem, Studio Wydawnicze Unikat, Białystok 2004.